# Liste alphabétique d'écrivains de langue française
Pour les articles homonymes, voir Liste d'écrivains de langue française.
Cette liste non exhaustive répertorie les écrivains ayant écrit l'intégralité ou une partie de leur œuvre en français.
- Haut – A
- B
- C
- D
- E
- F
- G
- H
- I
- J
- K
- L
- M
- N
- O
- P
- Q
- R
- S
- T
- U
- V
- W
- X
- Y
- Z

## A
- Sinzo Aanza (1990 - )
- François-Jean Willemain d'Abancourt (1745 - 1803)
- Jacques Abbadie (1654 - 1727)
- Dima Abdallah (1977—)
- Éliette Abécassis (1969 - )
- Pierre Abélard (1079-1142)
- Raymond Abellio (1907 - 1986)
- Edmond About (1828 - 1885)
- Pierre Abraham (1892 - 1974)
- Jean-Pierre Abraham (1936 - 2003)
- Laure Junot d'Abrantès (1784 - 1838)
- Léon Abric (1869 - 1942)
- Amédée Achard (1814 - 1875)
- Marcel Achard (1899 - 1974)
- Paul Acker (1874 - 1916)
- Louise Ackermann (1813 - 1890)
- Germaine Acremant (1889 -1986)
- Gérard Adam (1946- )
- Paul Adam (1862 - 1920)
- Adam de la Halle ou Adam le Bossu (v.1250 - v.1285)
- Adam de Ross (XIIe et XIIIe siècles)
- André-Marcel Adamek (1946-2011)
- Adenet le Roi (v.1240-v.1300)
- Maylis Adhémar (1985 - )
- Célestin-Virgile Adiko (1935 - 1977)
- Etel Adnan Liban (1925 - 2021)
- Razika Adnani (écrit au XXIe siècle)
- Emmanuel Aegerter (1883 - 1946)
- Alain Agat (1964 - )
- Marie d'Agoult (1805 - 1876)
- Théodore Agrippa d'Aubigné (1552 - 1630)
- Dominique Aguessy (1937 - 2014)
- Jeannette D. Ahonsou (1951 - 2022)
- Jean Aicard (1848 - 1921)
- D'Aigue d'Iffremont (XVIIe siècle)
- Gustave Aimard (1818 - 1883)
- Charlotte Aïssé (v.1693 - 1733)
- Jean Ajalbert (1862 - 1947)
- Émile Ajar alias Romain Gary (1914 - 1980)
- Saïd Akl (1912 - 2014)
- Alain (1868 - 1951)
- Alain de Lille (v.1115 - v.1202)
- Alain-Fournier (1886 - 1914)
- Albéric de Pisançon (vers 1120- ?)
- Guillaume Alexis (v.1425 - 1486)
- Jean Le Rond d'Alembert (1717 - 1783)
- Alexandre de Bernay (v.1158 - )
- Paul Alexis (1847 - 1901)
- François-Paul Alibert (1873 - 1953)
- Lodewijk Allaert (1980 - )
- Marcel Allain (1885 - 1969)
- Alphonse Allais (1854 - 1905)
- Ferdinand Alquié (1906 - 1985)
- Louis Althusser (1918 - 1990)
- Carlos Alvarado (1980 - )
- Jacques-Pierre Amée (1953 - )
- Karim Amellal (1978 - )
- Denys Amiel (1884 - 1977)
- Henri-Frédéric Amiel (1821 - 1881)
- Jean Amila (1910 - 1995)
- Jean-Jacques Ampère (1800 - 1864)
- Fadhma Aït Mansour Amrouche (1882-1967)
- Jean Amrouche (1906 - 1962)
- Taos Amrouche (1913 - 1976)
- Alain Amselek (1934- )
- Geneviève Amyot (1945-2000)
- Jacques Amyot (1513 - 1593)
- Jacques-François Ancelot (1794 - 1854)
- Virginie Ancelot (1792 - 1875)
- Georges Ancey (1860 - 1917)
- Nicolas Ancion (1971- )
- Pierre Anctil (XVIIe siècle-XVIIIe siècle)
- Henri d'Andeli (vers 1220-1240)
- Alix André (1909 - 2000)
- Frank Andriat (1958- )
- François Andrieux (1759 - 1833)
- Claude Anet (1868 - 1941)
- Emil Angel (1940- )
- Auguste Angellier (1848 - 1911)
- Christiane Angibous-Esnault (1947 - )
- Jean Anglade (1915 - 2017)
- Doëtte Angliviel (1898 - 1948)
- Christine Angot (1959 - )
- Julie Annen (1980 - )
- Jean Anouilh (1910 - 1987)
- Louis Anseaume (1721 - 1784)
- Leïla Aouchal (1936-2013)
- Guillaume Apollinaire (1880 - 1918)
- Yann Apperry (1972 - )
- Hubert Aquin (1929 - 1977)
- Louis Aragon (1897 - 1982)
- René Arcos (1880-1959)
- Éric Ardouin (1959 - )
- Léon Aréga (1908-?)
- Emmanuel Arène (1856 - 1908)
- Paul Arène (1843 - 1896)
- Jean-Baptiste Boyer d'Argens (1703-1771)
- Philippe Ariès (1914 - 1982)
- Marcel Arland (1899 - 1986)
- Georges Arnaud (1917 - 1987)
- Georges-Jean Arnaud (1928 - )
- Antoine Arnauld, dit le Grand Arnauld (1612 – 1694)
- Alexandre Arnoux (1884 - 1973)
- Raymond Aron (1905 - 1983)
- Fernando Arrabal (1932 - )
- Antonin Artaud (1896 - 1948)
- Louis Artus (1870 - 1960)
- Félix Arvers (1806 - 1850)
- Bernard Assiniwi (1935 - 2000)
- Christian Astolfi (1958-)
- Jean-François Didier d'Attel de Luttange (1787-1858)
- Alexis Aubenque (1970-)
- Jean Aubert(1921)
- Raphaël Aubert (1953-)
- Brigitte Aubert (1956- )
- Dominique Aubier (1922 - )
- Octave Aubry (1881 - 1946)
- Gwenaëlle Aubry (1971 - )
- Marcelle Auclair (1899 - 1983)
- Martine Audet (1961 - )
- Jacques Audiberti (1899 - 1965)
- Gabriel Audisio (1900 - 1978)
- Marguerite Audoux (1863 - 1937)
- Émile Augier (1820 - 1889)
- François Augiéras (1925 - 1971)
- Alphonse Aulard (1849 - 1928)
- Marie Catherine le Jumel de Barneville, comtesse d'Aulnoy (1651-1705)
- Gabriel-Albert Aurier (1865 - 1892)
- Nan Aurousseau (1951 - )
- Dominique Aury (1907 - 1998)
- Martial d'Auvergne (v.1430 - 1508
- Claude Aveline (1901 - 1992)
- Ayerdhal (1959 - 2015)
- Marcel Aymé (1902 - 1967)
- Hajar Azell (1992 - )

## B
- Mariama Bâ (1929-1981)
- Louis Petit de Bachaumont (1690-1771)
- Gaston Bachelard (1884-1962)
- Henri Bachelin (1879-1941)
- Christian Bachelin (1933-2014)
- Clémence Badère (1813-1893)
- André Baillon (1875-1932)
- Samantha Bailly (1988- )
- Jacques Bainville (1879-1936)
- Mahoua S. Bakayoko (1969-)
- Ella Balaert (?- )
- Honoré de Balzac (1799-1859)
- Pierre Bameul (1940- )
- Cédric Bannel (1966- )
- Tristane Banon (1979- )
- Théodore de Banville (1823-1891)
- Jules Barbey d'Aurevilly (1808-1889)
- Henri Barbusse (1873-1935)
- Samantha Barendson (1976- )
- René Barjavel (1911-1985)
- Jean-Baptiste Baronian (1942- )
- Linda Maria Baros (1981- )
- Maurice Barrès (1862-1923)
- Loïc Barrière (1967 - )
- France Bastia (1936- )
- Frédéric Bastiat (1801-1850)
- Jean-Pierre Bastid (1937 - )
- Madame Conrad Bastien (1888 ou 1889-1942)
- Georges Bataille (1897-1962)
- Stéphane Batigne (1965-)
- Henry Bauchau (1913-2012)
- Charles Baudelaire (1821-1867)
- Jean-Claude Baudet (1944- )
- Jean Baudrillard (1929-2007)
- Hervé Bazin (1911-1996)
- René Bazin (1853-1932)
- Julos Beaucarne (1932- )
- Nérée Beauchemin (1850-1931
- Yves Beauchemin (1941- )
- Honoré Beaugrand (1848-1906)
- Alain Beaulieu (1962- )
- Pierre-Augustin Caron de Beaumarchais (1732-1799)
- Madame de Beaumer (?-1766)
- Alphonse Beauregard (1881-1924)
- Simone de Beauvoir (1908- 1986)
- Mme Beccari (2e moitié XVIIIe siècle)
- Jean Beck (1881-1943)
- Samuel Beckett (1906-1989)
- Noël Béda (vers 1470-1537)
- Maurice Bedel (1883-1954)
- Azouz Begag (1957- )
- René Béhaine (1880-1954)
- Gaëlle Bélem (1984-)
- Dominic Bellavance (1982- )
- Joachim du Bellay (1522-1560)
- André Belleau (1930-1986)
- Janick Belleau (1946- )
- Rémy Belleau (1528-1577)
- Normand de Bellefeuille  (1949-2024)
- Jacques Bellefroid (1936- )
- Fernand Belligéra (1836-1865)
- Antoine Bello (1970- )
- Richard Bellon (1956- )
- Jeanne Benameur (1952- )
- Tahar Ben Jelloun (1944- )
- Clara Benador (1998-)
- Marc Benda (1969- )
- Guillaume Benech (2000- )
- Benoît de Sainte-Maure (?-?)
- Pierre Benoit (1886-1962)
- Jacques Bens (1931-2001)
- Hedia Bensahli (vers 1962-)
- Juliette Benzoni (1920- )
- Pierre-Jean de Béranger (1780-1857)
- Henri Béraud (1885-1958)
- Alain Berenboom (1947- )
- Olivier Bérenval (1969- )
- Claude Berger (1936- )
- Savinien de Cyrano de Bergerac (1619-1655)
- Claire Bergeron (1946- )
- Mario Bergeron (1955- )
- Jacques Bergier (1912-1978)
- Pierre Bergounioux (1949- )
- Sereine Berlottier (1971- )
- Georges Bernanos (1888-1948)
- Charles Bernard (1875-1961)
- Tristan Bernard (1866-1947)
- Jacques-Henri Bernardin de Saint-Pierre (1737-1814)
- Denise Bernhardt (1942—)
- André Bernier (né vers 1950—)
- Henri Bernstein (1876-1953)
- Béroul (XIIIe siècle)
- Rose Berryl (1982- )
- Alain Berson (1968- )
- Aloysius Bertrand (1807-1841)
- José de Bérys (1883-1957)
- Michel Besnier (1945- )
- Hélène Bessette (1918-2000)
- Gérard Bessette (1920-2005)
- Patrick Besson (1956- )
- Philippe Besson (1967- )
- Bessora (1968- )
- Conon de Béthune (v.1150-1219)
- Mongo Beti (?)
- Louis Beuve (1869-1949)
- Michel Bibaud (1782-1857)
- François Billetdoux (1927-1991)
- Raphaële Billetdoux (1951- )
- Pierre Billon (1937- )
- André Birabeau (1890-1974)
- Lise Bissonnette (1945- )
- Mateja Bizjak Petit (1969-)
- Marie-Claire Blais (1939-2021 )
- François Blanchet (1707 - 1784)
- Maurice Blanchot (1907-2003)
- Philippe Blasband (1964- )
- Blondel de Nesle (entre 1175 et 1210)
- Antoine Blondin (1922-1991)
- Alain Blottière (1954- )
- Léon Bloy (1846-1917)
- François Bluche (1925- )
- Christian Bobin (1951- )
- Jean Bodel (1165-1210)
- Émile Bodin (1869-1923)
- Nicolas Boileau (1636-1711)
- Boileau-Narcejac (1906-1989)
- Armand Boisbeleau de La Chapelle (1676-1746)
- Janine Boissard (1932- )
- Ely Boissin (1936- )
- Kevin Bokeili (1963- )
- Antoine-Roger Bolamba (1913- )
- Jean Claude Bologne (1956- )
- Denise Bombardier (1941- )
- François Bon (1953- )
- Tanella Boni (1954- )
- Abel Bonnard (1883-1968)
- Yves Bonnefoy (1923- )
- Laurent LD Bonnet (1957- )
- Laetitia Boqui-Queni (1986 -)
- Pierre Bordage (1955- )
- Henry Bordeaux (1870-1963)
- Virginia Pésémapeo Bordeleau (1951- )
- Gilbert Bordes (1948- )
- Jacques Bornet (?-? ; écrit au Second Empire)
- Robert de Boron (fin XIIe siècle- mi XIIIe siècle)
- Valérie Boronad (1969-)
- Michel Bosc (1963-)
- Henri Bosco (1888-1976)
- Alain Bosquet (1919-1998)
- Jacques-Bénigne Bossuet  (1677-1704)
- Pierre Bottero (1964-2009)
- Saley Boubé Bali (1963-)
- Denise Boucher (1935- )
- Jean Bouchet (1476- v.1550)
- Alphonse Boudard (1925-2000)
- Leïla Bouherrafa (1989- )
- Daniel Boulanger (1922- )
- Pierre Boulle (1912- )
- Clémence Boulouque (1977- )
- Jacques de Bourbon Busset (1912-2001)
- Françoise Bourdon (1953- )
- Élémir Bourges (1852-1925)
- Paul Bourget (1852-1935)
- Stéphane Bourguignon (1964- )
- Joë Bousquet (1897-1950)
- Fatma Bouvet de la Maisonneuve (écrit au XXIe siècle)
- René Boylesve (1867-1926)
- Ernest Boysse (1836-1891)
- Carmen Bramly (1995- )
- Robert Brasillach (1909-1945)
- Agnès de Bragelongne (XIIe siècle - XIIIe siècle)
- François Bréda (1956- )
- Alain Breton (1956- )
- André Breton (1896-1966)
- Jean Breton (1930-2006)
- François Briand (XVe et XVIe siècles)
- Jean Anthelme Brillat-Savarin (1755-1826)
- Évelyne Brisou-Pellen (1947- )
- André Brochu (1942- )
- Victor Brodeau (vers 1500)
- Colette Brogniart (1950- )
- Chrystine Brouillet (1958- )
- Nicole Brossard (1943- )
- Andrée Brunin (1937-1993)
- Serge Brussolo (1951- )
- Guillaume Budé (1468-1540)
- Antoine Buéno (1978- )
- Arthur Buies (1840-1901)
- Georges Bugnet (1879-1981)
- Marguerite Burnat-Provins (1872-1952)
- Nicole de Buron (1929- )
- Roger de Bussy-Rabutin (1618-1693)
- Michel Butor (1926- )

## C
- Émile Cabanon (?-1846/1847)
- Charles Louis Cadet de Gassicourt (1769-1821)
- René Guy Cadou (1920-1951)
- Théophile Cailleux  (1816-1890)
- Roger Caillois (1913-1978)
- Paul Cunisset-Carnot (1849-1919)
- Louis Calaferte (1928-1994)
- Anne Calife (1966- )
- Jean Calvin (1509-1564)
- Pierre Henri Cami (1884-1958)
- Julien Campredon (1978- )
- Albert Camus (1913-1960)
- Michel Camus (1929-2003)
- Renaud Camus (1946- )
- Marc Cantin (1967- )
- Michel Canesi (1952- )
- Alfred Capus (1857-1922)
- Gérard Caramaro (1953- )
- Francis Carco (1886-1958)
- Cardeline (1872-19..)
- Louis Caron (1942- )
- Gilles Carpentier (1950- )
- Isabelle Carré (1971- )
- Alexis Carrel (1873-1944)
- Emmanuel Carrère (1957- )
- Jean-Claude Carrière (1931- )
- Odette Casadesus (1925-1999)
- Henri-Raymond Casgrain (1831-1904)
- Cécilia Castelli (1983—)
- Laurence Catinot-Crost (1958- )
- Dorothée Catoune (1981 - )
- Jean Cau (1925-1993)
- Romaine Cauque (1976 - )
- Gisèle Cavali (1955 - )
- Antoine de Caunes (1953- )
- François Cavanna (1923- )
- Jean Cayrol (1910-2005)
- Jean-Philippe Cazier (1966- )
- Paul Cazin (1881-1963)
- Jacques Cazotte (1719-1792)
- Catherine Chauchat (?-)[1]
- Jean-Christophe Chaumette (1961-)
- René de Ceccatty (1952- )
- Louis-Ferdinand Céline (1894-1961)
- Blaise Cendrars (1887-1961)
- Muriel Cerf (1950-2012)
- Aimé Césaire (1918-2008)
- Gilbert Cesbron (1913-1979)
- Jean-Pierre Chabrol (1925-2001)
- Elmira Chackal (1927-)
- Louis Chaigne (1899-1973)
- Marie Chaix (1942- )
- Olivier Challet (1966- )
- Sébastien-Roch Nicolas de Chamfort (1740-1794)
- Patrick Chamoiseau (1953- )
- Maurice Champagne (1868-1951)
- Samuel de Champlain (entre 1567 et 1580-1635)
- Jean-François Champollion (1790-1832)
- Françoise Chandernagor (1945- )
- Paul Chanel Malenfant (1950- )
- Solange Chaput-Rolland (1919-2001)
- René Char (1907-1988)
- Robert Charbonneau (1911-1967)
- Jacques Chardonne (1884-1968)
- Jean Charlier dit de Gerson (1903-1943)
- Guy Charmasson (1947- )
- Médéric Charot (1846-1916)
- Henri Charrière (1906-1969)
- Isabelle de Charrière (1740-1805)
- Robert Charroux (1909-1978)
- Alain Chartier (1385-1449)
- Georges Chastelain (1405-1475)
- François-René de Chateaubriand (1768-1848)
- Achille Chavée (1906-1969)
- Eugène Chavette (1827-1902)
- Malcolm de Chazal (1902-1981)
- Andrée Chedid (1920- )
- Marion Chemin (1977—)
- Ying Chen (1961- )
- André Chénier (1762-1794)
- Louise Chennevière (1992-)
- Magyd Cherfi (1962- )
- Marie-Amélie Chéreau (1972- )
- Adolphe de Chesnel (1791-1862)
- Gabriel Chevallier (1895-1969)
- Fanny Chiarello (1974- )
- Herménégilde Chiasson (1946- )
- Jacques Choffel (1915-1996)
- Maryse Choisy (1903-1979)
- Chrétien de Troyes (1135-1185)
- Florent Chrestien (1540-1596)
- Jean-Baptiste Cinéas (1895-1958)
- Patrick Cintas (1954- )
- Émile Michel Cioran (1911-1995)
- Suzanne Citron (1922-2018)
- Georges-Emmanuel Clancier (1914)
- Jean Paul Clarens (1857-19..)
- Jean-Claude Clari (1943- )
- Paul Claudel (1868-1955)
- Philippe Claudel (1962- )
- Suzanne Clausse (vers 1915-?)
- Bernard Clavel (1923-)
- Jean-Paul Clébert (1926- )
- Georges Clemenceau (1841-1929)
- Agnès Clerc (1964-)
- Guy Cloutier (1949- )
- Patrick Cloux (1952- )
- Lémy Lémane Coco (1951- )
- Jean Cocteau (1889-1963)
- Albert Cohen (1895-1981)
- Gautier de Coinci (1178-1236)
- Colette (1873-1954)
- Marie-Thérèse Colimon Hall (1918-1997)
- Maurice Colin (1913-1999)
- Jean-Yves Collette (1946- )
- Marie Colot (1981- )
- Pierre Combescot (1940- )
- Béatrice Commengé (1949—)
- Philippe de Commines (1445ou 1447-1511)
- Gaston Compère (1924-2008)
- Auguste Comte (1798-1857)
- André Comte-Sponville (1952- )
- Laure Conan (1845-1924)
- Maryse Condé (1934-2024)
- Condillac (1715-1780)
- Condorcet (1743-1794)
- Benjamin Constant (1767-1830)
- Laetitia Constant (1981-)
- Maurice Constantin-Weyer (1881-1964)
- Lauren Conti (1955- )
- Copi (1939-1987)
- Benoît Coppée (1964-)
- François Coppée (1842-1908)
- Valéry Coquant (1975- )
- Tristan Corbière (1845-1875)
- Michel Cordeboeuf (1959- )
- Jeanne Cordelier (1944- )
- Coriola (1897-?)
- Enzo Cormann (1953- )
- Henry Cormeau (1866-1929)
- Pierre Corneille (1606-1684)
- Thomas Corneille (1625-1709)
- Maggy Corrêa (fin XXe siècle-)
- Hugues Corriveau (1948- )
- Albert Cossery (1913-2008)
- Sylvain Cossette (1963- )
- Alioune Badara Coulibaly (1945- )
- Cécile Coulon (1990- )
- Georges Courteline (1858-1929)
- Olivier Cousin (1972-)
- Victor Cousin (1792-1867)
- Raymond Cousse (1942-1991)
- Arlette Cousture (1948- )
- Michel X Côté (1948- )
- Denis Côté (1954- )
- Arthur Cravan (1887-1918)
- Crébillon père (1674-1762)
- Crébillon fils (1707-1777)
- Octave Crémazie (1827-1879)
- René Crevel (1900-1935)
- Charles Cros (1842-1888)
- Jean-Louis Curtis (1917-1995)
- Aymeric Caron (1971-)

## D
- Abdoulaye Y. Dabo (1942- )
- Didier Daeninckx (1949- )
- Seyhmus Dagtekin (1964- )
- Léon-Gontran Damas (1912-1978)
- Alain Damasio (1969- )
- Henri Petiot, dit Daniel-Rops (1901-1965)
- Daniel Danis (1962- )
- Maurice G. Dantec (1959-2016)
- Pierre Daninos (1913-2005)
- Émile Danoën (1920-1999)
- Louis Dantin (1865-1945)
- Frédéric Dard (1921-2000)
- Milan Dargent (1960- )
- Guy Darol (1954- )
- Marie Darrieussecq (1969- )
- Léo Dartey (1898-1990)
- Simon Dary (1900-1978)
- Martine Dassault (1954- )
- Alphonse Daudet (1840-1897)
- Léon Daudet (1867-1942)
- René Daumal (1908-1944)
- Sylvain d'Auteuil (1967—)
- Maurice David (1901-1945)
- René David (1919-2013)
- Mercedes Deambrosis (1955- )
- Max Deauville (1881-1966)
- Victoire de Changy (1988- )
- Ludovic Deblois (1977- )
- Roland de Bodt (1957- )
- Daniel De Bruycker (1953- )
- Alain Decaux (1925-2016 )
- Didier Decoin (1945- )
- Marien Defalvard (1992- )
- Laurent de Graeve (1969-2001)
- Jean-Marie Déguignet (1834-1905)
- Régine Deforges (1935- )
- Pierre Abraham de La Bretonnière (1701-1778)
- Jean-François de La Croix, actif dans la seconde moitié du XVIIIe siècle ;
- Serge Delaive (1965- )
- Jean-Baptiste Louis de La Roche (vers 1700-1780)
- Hector de Saint-Denys Garneau (1912-1943)
- Benjamin de Laforcade (1993-)
- Casimir Delavigne (1793-1843)
- Chloé Delaume (1973- )
- Philippe Delerm (1950- )
- Gilles Deleuze (1925-1995)
- Jeanne-Mance Delisle (1939- )
- Olivier Delorme (1958- )
- Geoffroy Delorme (?-? - écrit au XXIe siècle)
- Bernard Deloupy (1957- )
- Joseph Delteil (1894-1978)
- Dominique Demers (1956- )
- Alain Demouzon (1945- )
- Annick Demouzon (1948- )
- Jean-François Deniau (1928-2007)
- Patrick Denieul (1971- )
- Bantcheva Denitza (1969- )
- Maurice Denuzière (1926- )
- Michel Déon (1919- )
- Marie-Alix de Putter
- Marie Depussé (1935-2017)
- Denise Desautels (1945- )
- Daniel Desbiens (1954 - )
- Jean-Paul Desbiens (1927-2006)
- Maryline Desbiolles (1959- )
- Marceline Desbordes-Valmore (1786-1859)
- René Descartes (1596-1650)
- Émile Deschamps (1791-1871)
- Eustache Deschamps (vers 1340- vers 1410)
- Émile Deschanel (1819-1904)
- Paul Deschanel (1855-1922)
- Isabelle Desesquelles (1968- )
- Richard Desjardins (1948- )
- Maureen Desmailles (écrit au XXIe siècle)
- Rex Desmarchais (1908-1974)
- Bernard Desmaretz (1945-2006)
- Robert Desnos (1900-1945)
- Eugène André Despois (1818-1876)
- Pierre Desproges (1939-1988)
- Jean-Simon DesRochers (1976- )
- Jean-Pierre Desthuilliers (1939- )
- Conrad Detrez (1937-1985)
- Xavier Deutsch (1965- )
- Simone Dever (1905-1977)
- Jean-Marc Dhainaut (1973- )
- Pierre Dhainaut (1935- )
- André Dhôtel (1900-1991)
- Mimo Dia Leydimen (écrit au début du XXIe siècle)
- Khalil Diallo (1992-)
- David di Nota (1968- )
- Alpha Mandé Diarra (1954- )
- Mohammed Dib (1920-2003)
- Denis Diderot (1713-1784)
- Jean-Paul Didierlaurent (1962- )
- Léon Dierx (1838-1912)
- Zenaba Dinguest (1991-)
- Antoinette Dilasser (1929-2021)
- Fatou Diome (1968- )
- Rosaire Dion-Lévesque (1900-1974)
- Paul Dirmeikis (1954- )
- Tahar Djaout (1954-1993)
- Philippe Djian (1949- )
- Doc Seven (1991- )
- Sophie Doin (1800-1846)
- Françoise Dolto (1908-1988)
- Jean-Marie Domenach (1922-1997)
- Pierre Dominique (1889-1973)
- Jan J. Dominique (1953- )
- Roland Dorgelès (1886-1973)
- Françoise Dorin (1928- )
- Hélène Dorion (1958- )
- Michel Doury (1931-2007)
- Louise Drevet (1835-1898)
- Jacques Drillon (1954- )
- Pierre Drieu la Rochelle (1893-1945)
- Tomislav Dretar (Thomas Dretart) (1945- )
- Michel Droit (1923-2000)
- Marisol Drouin (1976- )
- Maurice Druon (1918-2009)
- Jean-Luc Dubart (1976- )
- Marcel Dubé (1930- )
- Rodolphe Dubé (1905-1985)
- Joachim du Bellay (1522-1560)
- Roland Dubillard (1923-2011)
- André-Joseph Dubois (1946- )
- Guillaume Dubois dit Crétin (1460-1525)
- Jean-Paul Dubois (1950- )
- Charles Du Bos (1882-1939)
- John Dubouchet (1937—)
- Georges Duby (1919-1996)
- Réjean Ducharme (1941- )
- Laurence Dudek (1968- )
- Hélène Duffau (1965- )
- Abel Dufresne (1788-1872)
- Pierre Dufresne (1927-1984)
- Georges Duhamel (1884-1966)
- Charles Duits (1925-1991)
- Alexandre Dumas (1802-1870)
- Alexandre Dumas (fils) (1824-1895)
- Georges Dumézil (1898-1986)
- Robert Dun (1920-2002)
- Dominique Dupart (1972- )
- Anny Duperey (1947- )
- Philippe Duplessis-Mornay (1549-1623)
- Louise Dupré (1949- )
- Christiane Dupuy  (1949- )
- Marie-Bernadette Dupuy (1952- )
- Pierre Dupuy (1582-1651)
- Jacques Duquesne (1930- )
- Loup Durand (1933-1995)
- Adrienne Durand-Tullou (1914-2000)
- Claire de Duras (1777-1828)
- Marguerite Duras (1914-1996)
- Victor Duruy (1811-1894)
- Luc Durtain (1881-1959)
- Anne Dutertre (?-?)
- Benoît Duteurtre (1960- )
- Jean Dutourd (1920- )
- Tony Duvert (1945-2008)
- Jacques Dyssord (1880-1952)

## E
- Françoise d'Eaubonne (1920-2005)
- Philippe Ébly (1920- )
- Isabelle Eberhardt (1877-1904)
- Jean Echenoz (1947- )
- Ary Ecilaw (1854-1941)
- Joël Egloff (1970- )
- Gustave d'Eichthal (1804-1886)
- Bernard Eliade (1938- )
- Robert Élie (1915-1973)
- Paul Éluard (1895-1962)
- Max Elskamp (1862-1931)
- Laurent Eltschinger (1972-)
- Alain Emery (1965-)
- François Emmanuel (1952- )
- Pierre Emmanuel (1916-1984)
- Louis Émond (1969- )
- Paul Emond (1944- )
- Florence Emptaz (1965-)
- Mathias Énard (1972- )
- Alice Endamne (1974- )
- Émile Erckmann (1855-1899)
- Erckmann-Chatrian (? -)
- Didier Eribon (1953- )
- Annie Ernaux(1940-)
- J.M. Erre (1971- )
- Raymond Escholier (1882-1971)
- Claude Esil (1885-1986)
- Édouard Estaunié (1862-1942)
- Henri Estienne (1528-1598)
- Pierre de L'Estoile (1546-1611)
- Bernard Everard (XVIe siècle)
- Julie Ewa (1991- )
- Mason Ewing (1982- )
- Charles Exbrayat (1906-1989)

## F
- Doumbi Fakoly (1944- )
- René Fallet (1927-1983)
- Bernard Fauconnier (1959-)
- Geneviève Fauconnier (1886-1969)
- Henri Fauconnier (1879-1973)
- Edgar Faure (1908-1988)
- Jeanne Faure-Sardet (1877-?)
- Claude Favre
- Marc Favreau (1929-2005)
- Jean-Pierre Faye (1925- )
- Fénelon (1651-1715)
- Estelle Fenzy (1969- )
- Mouloud Feraoun (1913-1962)
- Jean-Baptiste-Antoine Ferland (1805-1865)
- Pierre de Fermat ( -1665)
- Maxence Fermine (1968- )
- Michel Ferracci-Porri (1949- )
- Marie Ferranti (1962- )
- Andrée Ferretti (1935- )
- Jean-Pierre Ferrière (1933- )
- Jacques Ferron (1921-1985)
- Madeleine Ferron (1922- )
- Paul Féval (1816-1887)
- Georges Feydeau (1862-1921)
- Joseph Fiévée (1767-1839)
- Jessica Fièvre (1981- )
- Georges Finaud (1896-1976)
- Hervé Fischer (1941- )
- Thomas Flahaut (1991-)
- Gustave Flaubert (1821-1880)
- Jean-Pierre Claris de Florian (1755-1794)
- Jean Follain (1903-1971)
- Jean-Pierre Fontana (1939- )
- Jean-Pierre Louis de Fontanes (1757-1821)
- Bernard Le Bouyer de Fontenelle (1657-1757)
- Ariane Fornia (1989- )
- Paul Fort (1872-1960)
- Daniel Foucher (1929- )
- Théodore de Foudras (1800-1872)
- Roger Foulon (1923-2008)
- Michelle Fourez (1951- )
- Philippe Fournier (1958- )
- Maurice Fourré (1876-1959)
- Irène Frain (1950- )
- Anatole France (1844-1924)
- Lucien Francoeur (1948- )
- Louis-Honoré Fréchette (1839-1908)
- Guy Frégault (1918-1977)
- René Frégni (1947- )
- Donatien Frémont (1881-1967)
- André Frénaud (1907-1993)
- Andréane Frenette-Vallières (1990- )
- Élie Fréron (1718-1776)
- Georges Friedenkraft (1945- )
- Arnaud Friedmann (1973- )
- Roger Frison-Roche (1906-1999)
- Pierre Fritsch (1930-2005)
- Thierry Froger (1973- )
- Eugène Fromentin (1820-1876)
- André Frossard (1915-1995)
- Élise Fugler (1970- )
- Marc Fumaroli (1932- )
- François Furet (1927-1997)
- Antoine Furetière (1619-1688)

## G
- Émile Gaboriau (1832-1873)
- Paul Gadenne (1907-1956)
- Marthe Gagnon-Thibaudeau (1929-1999)
- Christian Gailly (1943-2013)
- Fatima Gallaire (1944-2010)
- Max Gallo (1932-2007)
- Charles Galpérine (1929-2019)
- Pierre Gamarra (1919-2009)
- Roger Garaudy (1913-2012 )
- Christian Garcin (1959- )
- Maurice Garçot (1883-1969)
- François-Xavier Garneau (1809-1866)
- Romain Gary (aussi alias Émile Ajar) (1914-1980)
- Philippe Aubert de Gaspé (1786-1871)
- Philippe Aubert de Gaspé (fils) (1814-1841)
- Ferréol Gassackys (1962- )
- Nathalie Gassel (1964- )
- Laurent Gaudé (1972- )
- Guillaume Gaulène (1887-1978)
- Charles de Gaulle (1890-1970)
- Jean Gaulmier (1905-1997)
- Jean-Jacques Gautier (1908-1986)
- Léon Gautier (1832-1897)
- Pascale Gautier (XXe siècle)
- Théophile Gautier (1811-1872)
- Claude Gauvreau (1925-1971)
- Anna Gavalda (1970- )
- Delphine Gay de Girardin (1804-1855)
- Gratien Gélinas (1909-1999)
- Jean Genet (1910-1986)
- Maurice Genevoix (1890-1980)
- Max Genève (1945- )
- Charles Géniaux (1870-1931)
- Françoise Gérard (1951- )
- Jacques Géraud (1947- )
- Antoine Gérin-Lajoie (1824-1882)
- Sylvie Germain (1954- )
- Louis Gernet (1882-1962)
- Hélène Gestern (1971- )
- Yves Gibeau (1916-1994)
- André Gide (1869-1951)
- Roland Giguère (1929-2003)
- Pauline Gill (1942- )
- Jean Giono (1895-1970)
- Catherine-Joseph-Ferdinand Girard de Propiac (1759-1823)
- Delphine de Girardin (1804-1855)
- Jean Giraudoux (1882-1944)
- André Giroux (1916-1977)
- Valéry Giscard d'Estaing (1926-2020)
- Arthur de Gobineau (1816-1882)
- Anne Godard (1971- )
- Jacques Godbout (1933- )
- Jacques Godron
- Valérie Goma (1968- )
- Edmond de Goncourt (1822-1896)
- Jules de Goncourt (1830-1870)
- Augustine Gottis (1776-1857)
- Gilles de Gouberville (1521-1578)
- Charles Gouraud (1823-?)
- Remy de Gourmont (1858-1915)
- Julien Gracq (1910-2007)
- Patrick Grainville (1947- )
- Xavier Grall (1930-1981)
- Alain Grandbois (1900-1975)
- Albert-Paul Granier (1888-1917)
- Jacques Grand'Maison (1931- )
- Bernard Grasset (1958—)
- Andrée-Anne Gratton (1956- )
- Arnoul et Simon Gréban (XVe siècle)
- Julien Green (1900-1998)
- Jean-Baptiste Gresset (1709-1777)
- Yves Grevet (1961- )
- Henry Gréville (1842-1902)
- Claude-Henri Grignon (1894-1976)
- Pierre Gringore (1475-1539)
- Laurent Grison (1963- )
- Benoîte Groult (1920-2016)
- Jean-René Guay (1938-2001)
- Gérard Guégan (1940-)
- Jean Guéhenno (1890-1978)
- Charles Guérin (1873-1907)
- Maurice de Guérin (1810-1839)
- Raymond Guérin (1905-1955)
- Armel Guerne (1911-1980)
- Agnès Gueuret (1936-)
- Germaine Guèvremont (1893-1968)
- Hervé Guibert (1955-1991)
- Yannick Guilbaud
- Jacquette Guillaume (fl.  1665)
- Émile Guillaumin (1873-1951)
- Émilie Guillaumin (1984—)
- Henri Guillemin (1903-1992)
- Eugène Guillevic (1907-1997)
- Jean-Gabriel Guillet ou Gabriel Guillet (1987-)
- Louis Guilloux (1899-1980)
- Paul Guimard (1921-2004)
- Alain Guiraudie (1964- )
- Cécil Guitart (1944-2010)
- Paul Guth (1910-1997)
- Madame Guyon (Jeanne Marie Bouvier de la Motte, dite - 1648-1717)
- Adrien Gygax (1989-)
- Gyp (Sibylle Gabrielle Riquetti de Mirabeau, dite - 1849-1932)

## H
- Clémentine Haenel (1992 - )
- Patrice Haffner (1939 - )
- Matylda Hagmajer (1977 - )
- Adam de la Halle (vers 1240 - vers 1287)
- Jean-Edern Hallier (1936 - 1997)
- Jean Hamburger (1909 - 1992)
- Béatrice Hammer (1963 - )
- Irène Hamoir (1906-1994)
- Amadou Hampâté Bâ (1900 - 1991)
- André Hardellet (1911 - 1974)
- Jacqueline Harpman (1929 - )
- Jean-Charles Harvey (1891 - 1967)
- Jules d'Herbauges (1816 - 1871)
- Anne Hébert (1916 - 2000)
- Bruno Hébert (1958 - )
- Markus Hediger (1959 - )
- Louis Hémon (1880 - 1913)
- Joseph-François-Gabriel Hennequin (1775 - 1842)
- Émile Henriot (1889 - 1961)
- Pierre Herbart (1903 - 1974)
- José-Maria de Heredia (1842 - 1905)
- Philippe Hériat (1898 - 1971)
- Évelyne Heuffel (1947 - )
- Daniel Hirtz (1804 - 1893)
- Olivier Hodasava (1966 - )
- Corinne Hoex (1946 - )
- Michel Honaker (1958 - )
- Christophe Honoré (1970 - )
- Enora Hope (2000 - )
- Lenka Horňáková-Civade (1971-)
- Éric Hossan (1970-)
- François Hotman (1524 - 1590)
- Michel Houellebecq (1956 ou 1958 - )
- Marielle Hubert (1983 - )
- Victor Hugo (1802 - 1885)
- Rémi Huppert (1946 - )
- Nancy Huston (1953 - )
- René Huyghe (1906 - 1997)
- François-Bernard Huyghe (1951 - )
- Sabine Huynh (1972 - )
- Joris-Karl Huysmans (1848 - 1907)
- Georges Hyvernaud (1902 - 1983)

## I
- Célia Ibanez (1982—)
- Eugène Ionesco (1909- 1994)
- Paul Ivoire (1968—)
- Claude Izner (1940/1951 - )
- Jacques Izoard (1936- 2008)

## J
- Edmond Jabès (1912 - 1991)
- Albert Jacquard (1925 - 2013)
- Max Jacob (1876 - 1944)
- Christian Jacq (1947 - )
- Dominique Jamet (1936 - )
- Francis Jammes (1868 - 1938)
- Stéphanie Janicot (1967 - )
- Christine Jacquet
- Ludovic Janvier (1934 - )
- Alexandre Jardin (1965 - )
- Pascal Jardin (1934 - 1980)
- Alfred Jarry (1873 - 1907)
- Claude Jaunière (1901 - 1989)
- Salim Jay (1951 - )
- Michel Jean (1960 - )
- Jean Bodel (1165 - 1210)
- Jean-Charles (1922 - 2003)
- Jean de Gerson (Jean Charlier) (1903 - 1943)
- Jean de Meung (v.1240 - v.1305)
- Jean Jouvenel des Ursins (v.1360 - 1431)
- Jean le Bel (v.1290 - v.1370)
- Jean Lemaire de Belges (1473 - 1524)
- Jean Le Marchant (XIIIe siècle)
- Jean Marcel (1941 - )
- Georges-Noël Jeandrieu (1942 - )
- François Jobin (1946 - )
- Étienne Jodelle (1532 - 1573)
- Joseph Joffo (1931 - )
- Jean de Joinville (v.1224 - 1317)
- Maurice Joly (1829 - 1878)
- Jacques Jouet (1947 - )
- Marcel Jouhandeau (1888 - 1979)
- Monique Jouvancy (1949 - )
- Pierre Jean Jouve (1887 - 1976)
- Charles Juliet (1934 - )

## K
- Annette Kahn (1941- )
- Gustave Kahn (1859-1936)
- Michèle Kahn (1940- )
- Kama Sywor Kamanda (1952- )
- Lamine Kamara (1940- )
- Ahmad Kamyabi Mask (1944- )
- Leslie Kaplan (1943- )
- Alphonse Karr (1808-1890)
- Alexandre Karvovski (1933-2005)
- Victor Kathémo (1969- )
- Eva Kavian (1964- )
- Joseph Kessel (1898-1979)
- Vénus Khoury-Ghata (1937- )
- Frédéric Kiesel (1923-2007)
- Gérard Klein (1937- )
- Lionel Koechlin (1948- )
- Bernard-Marie Koltès (1948-1989)
- Moussa Konaté (1951- )
- Angèle Koster (1946- )
- Ahmadou Kourouma (1927-2003)
- Claire Krähenbühl (1942- )
- Stéphane Krebs  (1942- )
- Milan Kundera (1929- )

## L
- Louise Labé (1524-1566)
- Albert Laberge (1871-1960)
- Marie Laberge (1950- )
- Eugène Labiche (1815-1888)
- Étienne de La Boétie (1530-1563)
- Emmanuelle Laborit (1972- )
- Catherine Laboubée (1955- )
- Pierre Labrie (1972- )
- Jean de La Bruyère (1645-1696)
- Herminie de La Brousse de Verteillac (1853-1926)
- Jacques Lacarrière (1925-2005)
- Suzanne Lacascade  (1884-1966)
- Jacques Lacoursière (1932- )
- Pierre Choderlos de Laclos (1741-1803)
- Jacques de Lacretelle (1888-1985)
- Mme de La Fayette (1634-1693)
- Dany Laferrière (1953- )
- Gilles Laffon (1955- )
- Jean de La Fontaine (1621-1695)
- Jules Laforgue (1860-1887)
- Octavie Lagrange (1825-1899)
- Pascal Lainé (1942- )
- Denis Lalanne (1926- )
- Olivier de La Marche (1426-1502)
- Alphonse de Lamartine (1790-1869)
- Simon Lambert (1982- )
- Félicité de La Mennais (1782-1854)
- Yvan Lamonde (1944 - )
- Blanche Lamontagne-Beauregard (1889-1958)
- Gustave Lanctot (1883-1975)
- André Langevin (1927-2009)
- Xavier de Langlais (1906-1975)
- Jacques Languirand (1931- )
- Patrice Lanoy (1958- )
- Jacques Lanzmann (1927-2006)
- Lanza del Vasto (1901-1981)
- Georges-Émile Lapalme (1907-1985)
- Pierre-Antoine de La Place (1707-1793)
- Valery Larbaud (1881-1957)
- François de La Rochefoucauld (1613-1680)
- Ziska Larouge (écrit au début du XXIe siècle)
- Antoine de La Sale XVe siècle ( ? -1462)
- Edgar La Selve (1849-1892)
- Rina Lasnier (1910-1997)
- Patrice de La Tour du Pin (1911-1975)
- Pierre Latrobe (1894-1967)
- Marie Laubot (18..-19..)
- Laurent Laurent XXe siècle
- André Laurendeau (1912-1968)
- Camille Laurens (1957- )
- Suzanne Lauriot Prévost (1899-1991)
- Lautréamont (Isidore Ducasse, dit comte de) (1846-1870)
- René Laurentin (1917- )
- Éric Laurrent (1966- )
- Jean de La Varende (1887-1959)
- Rose de Laval (1934-2017)
- Maurice-Élisabeth de Lavergne de Tressan (1749-1809)
- Camara Laye (1928-1980)
- Linda Lê (1963-2022)
- Paul Léautaud (1872-1956)
- Jean le Bel (v. 1290-v. 1370)
- Nicolas Lebel (1970-)
- Marie Lebey (XXe siècle)
- Maurice Leblanc (1864-1941)
- Antoine Le Blanc de Guillet (1730-1799)
- Georges-Louis Leclerc de Buffon (1707-1788)
- Félix Leclerc (1914-1988)
- Jacques Leclerc XXe siècle
- Max-Firmin Leclerc (1923- )
- Guy Leclercq XXe siècle
- Théodore Leclercq (1777-1851)
- Jean-Marie Gustave Le Clézio (1940- )
- Pierre Lecomte du Noüy (1883-1947)
- Leconte de Lisle (1818-1894)
- Alain Georges Leduc (1951- )
- Jacques Lefèvre d'Étaples (v. 1455-v. 1536)
- Jérémie Lefebvre (1972- )
- Jean Baptiste Lefebvre de Villebrune (1732-1809)
- Ariane Le Fort (1960- )
- Claire Legendre (1979- )
- Antoinette Legroing de La Maisonneuve (1764-1837)
- Gottfried Wilhelm Leibniz (1646-1716)
- Denis Lejeune (1976- )
- Sylvain Lelièvre (1943-2002)
- François Lelord (1953- )
- Léon Pamphile Le May (1837-1918)
- Roger Lemelin (1919-1992)
- Alice Lemieux-Lévesque (1905-1983)
- Pierre Lemieux (1947- )
- Jean Le Moyne (1913-1996)
- Frédéric Lenormand (1964- )
- Bernard Lenteric (1944-2009)
- Jean-Robert Léonidas (1946- )
- Robert Lepage (1957- )
- Denis Lépée XXIe siècle
- Jules Lermina (1839-1915)
- Gaston Leroux (1868-1927)
- Marilyse Leroux (1955-)
- Eugène Le Roy (1836-1907)
- Jean Lescure (1912-2005)
- Normand Lester (1945- )
- Hervé Le Tellier (1957- )
- Philippe Leuckx (1955 -)
- Georges-Henri Lévesque (1903-2000)
- François Lévesque (1978- )
- Raymond Lévesque (1928- )
- René Lévesque (1922-1987)
- Celia Levi (1981-)
- Claude Lévi-Strauss (1908-2009)
- Marc Levy (1961- )
- Pierre Lévy (1956- )
- Simon Leys (1935- )
- abbé Charles François Lhomond (1727-1794)
- Chow Ching Lie (1936- )
- Éloïse Lièvre (1974- )
- Marie de Lignac (publie au début du XXe siècle)
- Georges Limbour (1900-1970)
- Thérèse de Lisieux (1873-1897)
- Émile Littré (1801-1881)
- Frédéric Livyns (1970-)
- Henri Lœvenbruck (1972-)
- Karel Logist (1962- )
- Jeanne Loiseau, dite Daniel-Lesueur (1854-1921)
- Karel Logist (1962- )
- Marie-Françoise Loquet (1750- ? )
- Jean Lorrain (1855-1906)
- Guillaume de Lorris (v. 1200-v. 1238)
- Marie-Joseph Lory (1920-1993)
- Pierre Loti (1850-1923)
- Maurice Loton (1919-2007)
- Sophie Loubière (1966-)
- François de Louvencourt seigneur de Vauchelles (1569-1638)
- Pierre Louÿs (1870-1925)
- Albert Lozeau (1878-1924)
- Carla Lucarelli (1968—)
- Annie Lulu (1987—)
- Jacques Lusseyran (1924-1976)

## M
- Amin Maalouf (1949-)
- Alain Mabanckou (1966-)
- Yves Mabin Chennevière (1942-)
- Pierre Mac Orlan (1882-1970)
- Guillaume de Machaut (v. 1300-1377)
- Michèle Madar
- Charles Madézo (1939-)
- Maurice Maeterlinck (1862-1949)
- Magali (1898-1986)
- Marc Magro (1965-)
- Patrick Mahéo (1954-)
- Marie Maher (1972-)
- Antonine Maillet (1929-)
- Martine Mairal (1956-)
- Charif Majdalani (1960-)
- André Major (1942-)
- Marie François Pierre Gontier de Biran, dit Maine de Biran (1766-1824)
- Andreï Makine (1957-)
- Jean Malaquais (1908-1998)
- Joseph Malègue (1898 - 1940)
- Léo Malet (1909-1996)
- Joseph François Marie Malherbe (1733 - 1827)
- François de Malherbe (1555-1628)
- Chrétien Guillaume de Lamoignon de Malesherbes (1721-1794)
- Stéphane Mallarmé (1842-1898)
- Marc-George Mallet (1887-2024)
- Françoise Mallet-Joris (1930-)
- Hector Malot (1830-1907)
- André Malraux (1901-1976)
- Mouloud Mammeri (1917-1989)
- Jean-Patrick Manchette (1942-1995)
- Laure Manel (1978-)
- Yves Manglou (1943-)
- Jacques Manguso (1943-)
- Alain Marc (1959—)
- Eustache Marcadé ( ? -1440)
- Gilles Marcotte (1925-)
- Philippe Marczewski (1974-)
- Lionel Marek (1946-)
- Pierre Margry (1818-1894)
- Marie de France (XIIe siècle)
- Pierre Carlet de Chamblain de Marivaux (1688-1763)
- Joseph Marmette (1844-1895)
- Clément Marot (1496ou 1497-1544)
- Jean Marot (v. 1450 - v. 1526)
- Jean Marquet (1883-1854)
- Martial d'Auvergne (1420-1508)
- Claire Martin (1914-)
- Roger Martin du Gard (1881-1958)
- Jean-Charles Massera (1965-)
- Jean-Baptiste Massillon (1663-1742)
- Charles François Philibert Masson (1761-1807)
- Jean Papire Masson (1544-1611)
- Martin Matje (1962-2004)
- Bernard-Roger Mathieu (1946-)
- Élie Maucourant (1989-)
- Guy de Maupassant (1850-1893)
- Olivier Maurault (1886-1968)
- François Mauriac (1885-1970)
- André Maurois (1885-1967)
- Charles Maurras (1868-1952)
- Daniel Maximin (1947-)
- Claire-Marie Mazarelli de Saint-Chamond (1731-?)
- Annette Mbaye d'Erneville (1926-)
- Mohamed Mbougar Sarr (1990-)
- Zineb Mekouar (1991-)
- Stéphane Méliade (1964-)
- Marcel Melthérorong (1975-)
- Albert Memmi (1920-)
- Béatrice Mendo (1973-)
- Karelle Ménine (XXe siècle)
- Laurent Mérer (1948-)
- Prosper Mérimée (1803-1870)
- Robert Merle (1908-2004)
- Fleury Mesplet (1734-1794)
- Hervé Mestron (1963-)
- François Métais-Panterne (1968-1986)
- Jean Métellus (1937-)
- Maurice Métral (1929-2001)
- Claude Meunier (1951-)
- Daniel Meurois (1950-)
- Thierry Meyssan (1957-)
- Henri Michaux (1899-1984)
- Michel-Georges Micberth (1945-)
- Jules Michelet (1798-1874)
- Pierre Michon (1945-)
- Marco Micone (1945-)
- Xavier Milan (1964-)
- Raymond Milési (1947-)
- Kate Milie (écrit au XXIe siècle)
- Charles-Hubert Millevoye (1782-1816)
- Salvatore Minni (1979-)
- Gabriel-Honoré Riquetti, comte de Mirabeau (1749-1791)
- Gaston Miron (1928-1996)
- Jules Moinaux (1815-1896)
- Pierre Moinot (1920-2007)
- Pierre Molaine (1906-2000)
- Molière (1622-1673)
- Jean Molinet (1435-1507)
- Denis Monette (1936-)
- Hélène Monette (1960-)
- Hélène de Monferrand (1947—)
- Henry de Monfreid (1879-1974)
- Rachel Monnat (1979-)
- Henry Monnier (1799-1877)
- Enguerrand de Monstrelet (v.1400-1453)
- Michel de Montaigne (1533-1592)
- Jean Montaldo (1941-)
- Xavier de Montépin (1823-1902)
- Montesquieu (1689-1755)
- Henry de Montherlant (1895-1972)
- Ugo Monticone (1975-)
- Édouard Montpetit (1881-1954)
- Paul Morand (1888-1976)
- Hégésippe Moreau (1810-1838)
- Christian Morel de Sarcus (1962-)[2]
- Paul Morelle (1917-2007)
- Cédric Morgan (1943-)
- Philippe Morvan (1962-)
- Zaghloul Morsy (1933-)
- Jean Morzadec (1953-)
- Isaac Moumé Etia (1889 -1939)
- Michel Tagne Foko (1985-)
- Raoul Motoret (1909-1978)
- Tamara Magaram (1988-)
- Wajdi Mouawad (1968-)
- Laurent Mourey (1974-)
- Cécile de Multedo (1887-1974)
- Bertrand Munier (1962-)
- Jean Muno (1924-1988)
- Colin Muset (v.1210- ?)
- Alfred de Musset (1810-1857)
- Yann Moix (1968-)
- Guillaume Musso (1974-)

## N
- Abdallah Naaman (1947-)
- Marc-Édouard Nabe (1958-)
- Jean-François Nahmias (1944-)
- Alexandre Najjar (1967-)
- Jean-Pierre Naugrette (1955-)
- Agnès de Navarre-Champagne(XIVe siècle)[3]
- Marguerite de Navarre (1492-1549)
- Raoul de Navery (1831-1885)
- Hicham Nazzal (1979 -)
- Mamadou Mahmoud N'Dongo (1970-)
- Mariama Ndoye (1953-)
- Émile Nelligan (1879-1941)
- Gérard de Nerval (1808-1855)
- Éric Neuhoff (1956-)
- Paul Neuhuys (1897-1984)
- Olivier Nicklaus (XXe siècle)
- Yves Nilly (1958-)
- Françoise Nimal (1967-)
- Marie Nimier
- Roger Nimier (1925-1962)
- Paul Nizan (1905-1940)
- Anna de Noailles (1876-1933)
- Noctuel (1923-)
- Charles Nodier (1780-1844)
- Faustine Noguès (1993-)
- Géo Norge (1898-1990)
- Paul Nougé
- Nostradamus né Michel de Nostredame (1503-1566)
- Amélie Nothomb (1967-)
- Tina Noiret (1967-)
- Ray Nyst (1864-1948)

## O
- Gaël Octavia (1977-)
- Georges Ohnet (1848-1918)
- Mikaël Ollivier (1968-)
- Véronique Olmi (1962-)
- Michel Onfray (1959-)
- Nicole Oresme (Nicolas d'Oresme) (v. 1325-1382)
- Désiré-Joseph d’Orbaix (1889-1943)
- Charles d'Orléans (1394-1465)
- Jean d'Ormesson (1925-2017)
- Erik Orsenna (1947-)
- Fernand Ouellette (1930-)
- Francine Ouellette (1947-)
- Madeleine Ouellette-Michalska (1930-)
- Cécile Oumhani (1952-)
- Yambo Ouologuem (1940-)
- Guy-Marie Oury (1929-2000)

## P
- Alain Pacadis (1949-1986)
- Pierre Pachet (1937-)
- Marcel Pagnol (1895-1974)
- Philippe Panneton (1895-1960)
- Clément Pansaers (1885-1922)
- Basile Panurgias (1967-)
- Alexandre Papilian (1947-)
- Gilles Paris
- Gaston Paris (1839-1903)
- Thomas Paris (1970-)
- Jean-Marc Parisis (1962-)
- Évariste de Parny (1753-1814)
- Blaise Pascal (1623-1662)
- Charles Pascarel (1936-)
- Jean Passerat (1534-1602)
- Charles Péguy (1873-1914)
- Pierre Péju (1946-)
- Jean Pélégri (1920-2003)
- Jean-Jacques Pelletier (1947-)
- Raymond Penblanc (1945-)
- Jacques-Arnaud Penent (1943-1994)
- Daniel Pennac (1944-)
- Ernest Pépin (1950-)
- Georges Perec (1936-1982)
- Benjamin Péret (1899-1959)
- Louis Pergaud (1882-1915)
- Charles Perrault (1628-1703)
- Gilles Perrault (1931-)
- Robert Perrein (1900-1980)
- Pierre Perrin de Chassagne (1950-)
- Bryan Perro (1968-)
- Jacques Perry (1921-2016)
- Pierre Petitclair (1813-1860)
- George de Peyrebrune (1841-1917)
- Roger Peyrefitte (1907-2000)
- Philippe Pierre-Adolphe (1961-)
- Robin Philpot (1948-)
- Amédée Pichot (1795-1877)
- Jean-Marie Piemme (1944-)
- Annie Pietri (1956-)
- André Pieyre de Mandiargues (1909-1991)
- Mazarine Pingeot (1974-)
- Georges Piroué (1920-2005)
- Christine de Pisan (1364- v.1430)
- Giulio-Enrico Pisani (1943-)
- Virgile Pitteloud (1981-)
- Bernard Pivot (1935-2024)
- Pierre Pithou (1539-1596)
- Jean Plançon (1964-)
- Raymond Plante (1946-2006)
- Charles Plisnier (1896-1952)
- Jean-Pierre Poccioni (1948-)
- Henri Poincaré (1854-1912)
- Louis Poinsinet de Sivry (1733-1804)
- Stéphanie Polack (1977-)
- Grégoire Polet (1978-)
- Zinaïda Polimenova (1974—)
- Gilbert Ponaman (1950-)
- Christophe de Ponfilly (1951-2006)
- Francis Ponge (1899-1988)
- Carène Ponte (1980-)
- Catherine Pont-Humbert (?- )
- Philippe Porée-Kurrer (1954-)
- Laurent Poujois (1964-)
- Damase Potvin (1879-1964)
- Alexandre Pouchkine (1799-1837)
- Jacques Poulin (1937-)
- Henri Pourrat (1887-1959)
- Jean-Bernard Pouy (1946-)
- Thierry Poyet (1968-)
- Jacques Prado (1889-1928)
- André Pratte (?)
- Yves Préfontaine (1937-)
- Jacques Prévert (1900-1977)
- Antoine François Prévost (Abbé Prévost) (1697-1763)
- Michel Procope-Couteaux (1684-1753)
- Pierre-Joseph Proudhon (1809-1865)
- Marcel Proust (1871-1922)
- Sully Prudhomme (1839-1907)

## Q
- Jean Louis Armand de Quatrefages de Bréau (1810-1892)
- Henri Queffélec (1910-1992)
- Yann Queffélec (1949- )
- Raymond Queneau (1903-1976)
- François Quesnay (1694-1774)
- Joseph Quesnel (1746-1809)
- Gauvain Quiéret (v. 1433-1470)
- Pascal Quignard (1948-)
- Edgar Quinet (1803-1875)

## R
- François Rabelais (1483-1553)
- Hary Rabary
- Pierre Rabhi (1938-)
- Roger Rabiniaux (1914-1986)
- Honorat de Bueil de Racan (1589-1670)
- Jean Racine (1639-1699)
- Rober Racine (1956-)
- Raymond Radiguet (1903-1923)
- Jean-Luc Raharimanana (1967-)
- Patrick Rambaud (1946-)
- Charles Ferdinand Ramuz (1878-1947)
- Nicolas Rapin (1535-1608)
- François-Juste-Marie Raynouard (1761-1836)
- Pauline Réage (1907-1998)
- Lucien Rebatet (1903-1972)
- Hubert Reeves (1932-)
- Diane Régimbald (1956- )
- Jean-François Regnard (1655-1709)
- Henri de Régnier (1864-1936)
- Marie Ranjanoro (1990-)
- Ernest Renan (1823-1892)
- Noëlle Renaude (1949-)
- Jean Renaut (XIIe siècle-XIIIe siècle)
- Jules Renard (1864-1910)
- Patrick Renou (1954-)
- Guillemette Resplandy (XXe siècle)
- Restif de la Bretonne (1734-1806)
- Max Revel (XIXe siècle)
- Catherine Rey (1956-)
- Françoise Rey (1951-)
- Fanny Reybaud (1802-1870)
- William Reymond (XXe siècle)
- Serge Rezvani (1928-)
- Claude Ribbe (1954-)
- Claire Richard (1985-)
- Jacques Richard (1951-)
- Jennifer Richard (1980-)
- Zachary Richard (1950-)
- André de Richaud (1907-1968)
- Jacques Rigaut (1898-1929)
- Arthur Rimbaud (1854-1891)
- Yak Rivais (1939-)
- Antoine de Rivarol (1753-1801)
- Alain Robbe-Grillet (1922-2008)
- Denis Robert (1958-)
- Guy Robert (1933-2000)
- Anne Robillard (1955-)
- Armand Robin (1912-1961)
- Liliane Robin (1925-1993)
- Claude-Henri Rocquet (1933-)
- Corinne Roche (1957-)
- Christiane Rochefort (1917-1998)
- David Rochefort (1980-)
- Édouard Rod (1857-1910)
- Jean Rogissart (1894-1961)
- Olivier Rolin (1947-)
- André Rollin (XXe siècle)
- Romain Rolland (1866-1944)
- Jules Romains (1885-1972)
- Pierre de Ronsard (1524-1585)
- Charlie Roquin (1990-)
- Olivia Rosenthal (1965-)
- Joël de Rosnay (1937-)
- Edmond Rostand (1868-1918)
- Jean Rostand (1894-1977)
- Marie Rotkopf (1975-)
- Marie Rouanet (1936-)
- Jean Rouaud (1952-)
- François-Olivier Rousseau (1947-)
- Jean-Baptiste Rousseau (1670-1741)
- Jean-Jacques Rousseau (1712-1778)
- Raymond Roussel (1877-1933)
- Camille Roy (1870-1943)
- Jean-Louis Roy (1941-)
- Jules Roy (1907-2000)
- Gabrielle Roy (1909-1983)
- Stéphane E. Roy (1968-)
- Youssef Rzouga (1957-)
- Joseph-Edmond Roy (1858-1913)
- Jacques Ruffié (1921-2004)
- Jean-Christophe Rufin (1952-)
- Agnès Ruiz (1968-)
- Alain Ruiz (1969-)
- Robert Rumilly (1897-1983)
- Rutebeuf (avt.1230-v.1285)
- Geneviève Ruxton (18??-19??)

## S
- Robert Sabatier (1923-)
- Sylvestre Simon Samb (1969-)
- Maurice Sachs (1906-1945)
- Donatien Alphonse François, marquis de Sade (1740-1814)
- Françoise Sagan (1935-2004)
- Saint-Ange (?-?)
- Marc-Antoine Girard de Saint-Amant (1594-1661)
- Charles-Augustin Sainte-Beuve (1804-1869)
- Georges Saint-Bonnet (1899-1963)
- Saint-Bray (1908-?)
- Hector de Saint-Denys Garneau (1912-1943)
- Antoine de Saint-Exupéry (1900-1944)
- Mellin de Saint-Gelais (1491-1558)
- Saint-John Perse (1887-1975)
- Saint-Pol-Roux (1861-1940)
- Benoît de Sainte-Maure (XIIe siècle)
- Faucher de Saint-Maurice (1844-1897)
- Ramzi T. Salamé (1953-)
- Christiane Saleh (XXe siècle)
- Sallebray (XVIIe siècle)
- Anne-Florence Salvetti-Lionne (1989—)
- Albert Samain (1858-1900)
- Pierre Samson (1958-)
- George Sand (1804-1876)
- Jules Sandeau (1811-1883)
- Joseph Sanial-Dubay (vers 1754-1817)
- Javier Santiso (1969-)
- Nathalie Sarraute (1900-1999)
- Albertine Sarrazin (1937-1967)
- Jean-Paul Sartre (1905-1980)
- Félix-Antoine Savard (1896-1982)
- François Scalion de Virbluneau sieur d'Ofayel (2e moitié du XVIe siècle)
- Paul Scarron (1610-1660)
- Georges Schéhadé (1905-1989)
- Liesel Schiffer (1962-)
- Éric-Emmanuel Schmitt (1960-)
- Pierre Schoendoerffer (1928-2012)
- Fernande Schulmann Métraux (1924-)
- Édouard Schuré (1841-1929)
- Marcel Schwob (1867-1905)
- Ann Scott (1965-)
- Georges de Scudéry (1601-1667)
- Madeleine de Scudéry (1607-1701)
- Louis Scutenaire (1905-1987)
- Gilles Sebhan (1967-)
- Mame Seck Mbacké (XXe siècle)
- Alan Seeger (1888-1916)
- Laurent Ségalen (1954-)
- Pierre Seghers (1906-1987)
- Jacques Séguéla (1934- )
- Philippe Ségur (1964-)
- Benjamin Sehene (1959-)
- Francine de Selve (1920-2002)
- Ousmane Sembène (1923-2007)
- Jean Sénac (1926-1973)
- Étienne Pivert de Senancour (1770-1846)
- Virginie de Senancour (1791-1876)
- Patrick Senécal (1967-)
- Antoine Bauderon de Sénecé (1643-1737)
- Léopold Sédar Senghor (1906-2001)
- Victor Serge (1890-1947)
- Marquise de Sévigné (1626-1696)
- Shan Sa (1972-)
- Daryush Shayegan (1935-)
- Anouk Shutterberg (écrit au XXIe siècle)
- Christian Signol (1947-)
- Jean Simard (1916-)
- Georges Simenon (1903-1989)
- Pierre Simenon (1959-)
- Jean-Pierre Siméon (1950-)
- Claude Simon (1913-2005)
- Anne-Marie Simond (1941-)
- Mathieu Simoneau (1979- )
- Mathieu Simonet (1972- )
- Louis-Jean-Baptiste Simonet de Maisonneuve (1745-1819)
- Agathe Valentine Consuelo Sinaré (écrit au début du XXIe siècle)
- Christian Skimao (1956-)
- Sébastien Smirou (1972-)
- Jeanne de Sobol (XIXe siècle)
- Ian Soliane (1966-)
- Suzy Solidor (1900-1983)
- Philippe Sollers (1936-)
- Charles Sorel (1602-1674)
- Gaétan Soucy (1958-)
- Souillon (1979-)
- Émile Souvestre (1806-1854)
- Pierre Souvestre (1875-1914)
- Bernard Souviraa (1964-)
- Sacha Sperling (1990-)
- Christophe Spielberger (1969- )
- Jean de Sponde (1557-1595)
- Germaine de Staël (Germaine Necker, baronne de Staël, dite) (1766-1817)
- Joëlle Germaine de Staël (1939-2016)
- Alain Stanké (1934-)
- Julie Stanton (1938-)
- Michał Hieronim Starzeński (1757-1823)
- Stendhal (Henri Beyle, dit) (1783-1842)
- Fady Stephan (1946-)
- Sully Prudhomme (1839-1907)
- Eugène Sue (1804-1857)
- Benjamin Sulte (1841-1923)
- Jules Supervielle (1884-1960)
- Marie Susini (1916-1993)

## T
- Sylvia Tabet (1964-)
- Talleyrand (1754-1838)
- Jean Tardieu (1903-1995)
- Jules-Paul Tardivel (1851-1905)
- Raphaël Tardon (1911-1967)
- Charbel Tayah (1953-)
- Pierre Teilhard de Chardin (1881-1955)
- Jeanne de Tallenay (1869-1920)
- Éric Théophile Tchoumkeu (XXIe siècle)
- Jennifer Tellier (1970-)
- Jules Tellier (1863-1889)
- Alexandrine Guérin de Tencin (1682-1749)
- François de Tessan (1883-1944)
- Michel Testut (1943-)
- Adrien Thério (1925-2003)
- Yves Thériault (1915-1983)
- Thibaut de Champagne (1201-1253)
- Marie José Thériault (1945-)
- Jack Thieuloy (1931-1996)
- Jan Thirion (1952-2016)
- Maurice Thuilière (1940-)
- Jean-Pierre Thiollet (1956-)
- Chloé Thomas (1985—)
- Thomas d'Angleterre (v.1150-v.1200)
- Nathaniel Thorne (1957- )
- Alexis de Tocqueville (1805-1859)
- Jeanne Tomasini (1920—)
- Roland Topor (1938-1997)
- Khal Torabully (1956-)
- Julien Torma (1902-1933)
- Brice Torrecillas (1962-)
- Paul-Jean Toulet (1867-1920)
- Armand Toupet (1919-2006)
- Michel Tournier (1924-2016)
- Jean-Philippe Toussaint (1957-)
- Alphonse Toussenel (1803-1885)
- Jérôme Touzalin (XXIe siècle)
- Falaba Issa Traoré (v.1930-2003)
- Michel Tremblay (1942-)
- Victor Trenga (XXe siècle)
- Roland Michel Tremblay (1972-)
- Frédérick Tristan (1931-)
- Estienne du Tronchet (v. 1510-v. 1580)
- Dominique Trottier (1976-)
- Pierre Trottier (1925-2010)
- Jules Simon Troubat (1836-1914)
- Henri Troyat (1911-2007)
- Marcel Trudel (1917-2011)
- Sylvain Trudel (1963-)
- Madeleine Truel (1904-1945)
- José Tshisungu wa Tshisungu (1954-)
- Nadia Tuéni (1935-1983)
- Paul Tuffrau (1887-1973)
- Pierre Turgeon (1947-)
- François Tuloup (1886-1975)

## U
- Marie Uguay (1955-1981)
- Honoré d'Urfé (1567-1625)

## V
- Pierre Vabre (1972—)
- Roger Vailland (1907-1965)
- Paul Valéry (1871-1945)
- Dominique Valle (1948-)
- François Vallejo (1960-)
- Jules Vallès (1832-1885)
- Jean des Vallières (1895–1970)
- Jean-Pierre Vallotton (1955-)
- Didier van Cauwelaert (1960-)
- Sophie Vandeveugle (1998-)
- Vân Mai (1954-)
- Marie Vareille (1985-)
- Fred Vargas (1957-)
- Joseph Vasselier (1735-1798)
- Michel Vastel (1940-2008)
- Lanza del Vasto (1901-1981)
- Nicolas Vatimbella (1956-)
- Claude Favre de Vaugelas (1585-1650)
- Jean Vauquelin de La Fresnaye (v.1536-1606)
- Jean Vauthier (1910-1992)
- Jean Vautrin (1933-2015)
- Luc de Clapiers, marquis de Vauvenargues (1715-1747)
- Yves Velan (1925-2017)
- Emmanuel Venet (1959-)
- Maud Ventura (vers 1993-)
- Jean Venturini (1919-1940)
- Serge Venturini (1955-)
- Vercors (1902-1991)
- Marie-Hélène Verdier
- Émile Verhaeren (1855-1916)
- Jean-Pierre Verheggen (1942-)
- Paul Verlaine (1844-1896)
- Abraham de Vermeil (1555-1620)
- Marie-Sophie Vermot (1960-)
- Abbé Vertot (1655-1735)
- Jules Verne (1828-1905)
- Pierre Véry (1900-1960)
- Boris Vian (1920-1959)
- Auguste Viatte (1901-1993)
- Théophile de Viau (1590-1626)
- Paul Vibert (1851-1918)
- Tanguy Viel (1973-)
- Gilles Vigneault (1928-)
- Baptiste Vignol (1971-)
- Alfred de Vigny (1797-1863)
- Geoffroi de Villehardouin (XIIe siècle-XIIIe siècle)
- Dominique de Villepin (1953-)
- Mathias Villiers de l'Isle-Adam (1846-1889)
- François Villon (1431-1463)
- Louise de Vilmorin (1902-1969)
- Henri Vincenot (1912-1985)
- Gérard Vincent (auteur) (1953-)
- Antoine Volodine (1950-)
- Voltaire (1694-1778)

## W
- Wace (v.1100-entre 1174 et 1183)
- Roland C. Wagner (1960-2012)
- Alain Wegscheider (1969- )
- Simone Weil (1909-1943)
- Louise Weiss (1893-1983)
- François Weyergans (1941-2019 )
- Bernard Werber (1961- )
- Odile Weulersse (1938- )
- Anne Wiazemsky (1947-2017)
- Elie Wiesel (1928-2016)
- Willy (1859-1931)
- Dave Wilson (1950-2012)
- Martin Winckler (1955- )
- Gabrielle Wittkop (1920-2002)
- Liliane Wouters (1930-2016)
- Stefan Wul (1922-2003)

## X
- Françoise Xenakis (1930-2018)
- Augustin Louis de Ximénès (1728-1817)

## Y
- Kikou Yamata (1897-1975)
- Claude-Emmanuelle Yance (1941-)
- Célestin Koffi Yao (1971-)
- Nathalie Yot (1966-)[4]
- Marguerite Yourcenar (1903-1987)
- Ambroise Yxemerry (1917-2013)

## Z
- Pierre Zaccone (1817-1895)
- Ali Zamir (1987- )
- Philippe de Zara (1893-1984)
- Ramy Zein (1965- )
- Jean Ziegler (1934- )
- Émile Zola (1840-1902)
- Cizia Zykë (1949-2011)